# Belle Époque (album)
A Belle Époque a magyar Ivan & The Parazol 2025-ben megjelent hatodik stúdióalbuma. A lemez producere Balla Máté. Az előző lemezzel ellentétben a lemezen újra 10 angol nyelvű dal kapott helyet. A stúdióalbumból létezik egy limitált, "Neon Music exkluzív" színváltozat LP is. A zenekar első lemeze, melyen Kalmár Botond billentyűzik és Szőke Barna basszusgitározik.

## Az album dalai
Az összes dalszöveg szerzője Vitáris Iván és Balla Máté; az összes szám szerzője az Ivan & The Parazol.
| 1.    | Belle Époque   | 4:14 |
| 2.    | Dancer         | 3:03 |
| 3.    | Tour De Misery | 3:17 |
| 4.    | New Year       | 3:02 |
| 5.    | Diamonds       | 2:35 |
| 6.    | This Blue      | 3:19 |
| 7.    | Danube.Slay    | 3:03 |
| 8.    | Autopilot      | 3:18 |
| 9.    | Breeze         | 2:35 |
| 10.   | Nuance         | 2:53 |
| 31:23 |                |      |

## Közreműködők

### Ivan & The Parazol
- Balla Máté – gitár
- Simon Bálint – dobok
- Vitáris Iván – ének
- Kalmár Botond – billentyűk
- Szőke Barna – basszusgitár

### Produkció
- Balla Máté – producer, keverés[1]

## Külső hivatkozások
- Ivan & The Parazol hivatalos oldala
- Az album az Apple Music-on (iTunes)
- Az album Spotify-on